# Almklausi
Almklausi (* 5. April 1969; bürgerlich Klaus Krehl-Meier, geb. Meier) ist ein deutscher Unterhaltungskünstler aus Mössingen.

## Karriere
Bereits in den späten 1980er Jahren begann Klaus Meier als Party-DJ zu arbeiten. Im Jahr 2002 veröffentlichte er mit Hey kleines Luder, gesungen auf die Melodie von Hey Pippi Langstrumpf seine erste Single. Seitdem waren seine Aufnahmen regelmäßig auf Partysamplern wie den Ballermann Hits vertreten und er singt in Deutschland, Österreich, der Schweiz, Bulgarien und auf Mallorca. Zahlreiche seiner Stücke wurden vom Duo Xtreme Sound geschrieben und produziert.

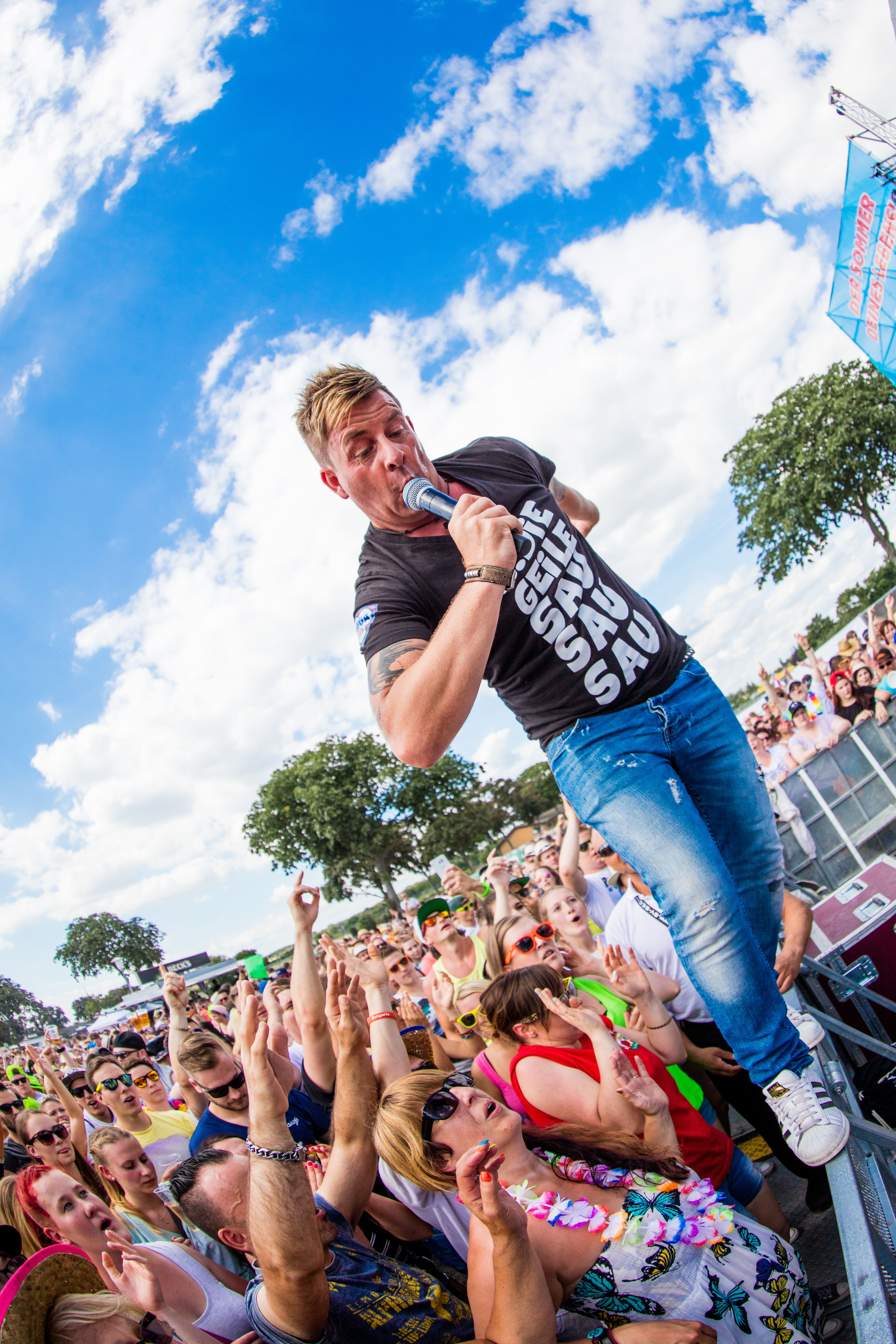
Almklausi in Mannheim 2016 auf dem La Ola Schlagerfestival

Im Juni 2007 konnte er mit dem Lied Ein Stern (… der über Stuttgart steht), einer umgetexteten Version des Titels von DJ Ötzi für den damaligen deutschen Meister VfB Stuttgart, unter dem Namen Schwaben König erstmals einen Titel in den Charts platzieren. Ein Jahr später folgte Lo lo los gehts!, wieder ein Fußballsong, diesmal zur Fußball-Europameisterschaft, der bis auf Platz 73 der deutschen Charts stieg. Der Refrain basiert auf dem besonders in den Stadien beliebten Riff aus Seven Nation Army von The White Stripes.
Ende 2009 nahm er mit dem Schlagersänger Markus Becker eine neue Version von 10 Meter geh’n von Chris Boettcher auf. Im März 2016 erschien in Zusammenarbeit mit Helena Fürst eine Coverversion des erstmals 2000 veröffentlichten Christian-Möllmann-Titels Es ist geil ein Arschloch zu sein.
Im August 2019 war er Kandidat in der 7. Staffel der Reality-TV-Show Promi Big Brother. Er belegte den fünften Platz. Im Jahr 2021 nahm er mit seiner Ehefrau Maritta Krehl an der Show Das Sommerhaus der Stars teil.

## Diskografie
Alben
- Die besten Almklausi Hits – Für jede Schlager Mallorca Oktoberfest Après Ski Karneval und Discofox Party! (2015)

Singles
- Hey kleines Luder (Die LuderZ feat. DJ Almklausi, 2002)
- Deine Schwester ist ein richtig geiles Luder (2006)
- Ich vermiss’ dich (wie die Hölle) (2007)
- Ein Stern (… der über Stuttgart steht) (als Schwabenkönig, 2007)
- Die Pure Lust am Leben (2008)
- Lo lo los gehts! (2008)
- Ich fang nie mehr was mit einem Luder an (2009)
- 10 Meter geh’n (Markus Becker & Almklausi, 2010)
- Eine Insel dort im Süden (2010)
- Eine Hütte in den Bergen (2010)
- Wer nicht hüpft der kann nicht feiern (Hüpfsong) (2010)
- Hoch die Tassen – Almklausi feat. Tobee (2010)
- Ramalamadingdong (2010)
- Deine Schwester ist ein richtig geiles Luder 2011 (2011)
- Du bist meine Nr. 1 (2011)
- Die längste Nacht der Welt (2011)
- Himbeereis zum Frühstück (2012)
- Duette – Almklausi & Sissi (2012)
- Idiot – Almklausi & Sissi (2012)
- Goodbye My Love, Goodbye (2012)
- Was müssen das für Bäume sein (Elefantensong) (2013)
- Kojotensong (2013)
- Wir chillen beim Grillen (2013)
- Tulpen aus Amsterdam (2013)
- Schwarze Natascha (2013)
- Ole Ole Ola (Mallorca Version) (2014)
- Ole Ole Ola (Fußball Version) (2014)
- Keine wird es wagen (Oh sexy Susanna) (2014)
- Maulwurfsong (2014)
- Malle ist unser Leben (2015)
- Du bist die Eine (2015)
- Es ist geil ein Arschloch zu sein – Die Fürstin feat. Almklausi (2016)
- Sie lag am Strand (2016)
- Party (Everybody) – Almklausi feat. Chris Turner (2016)
- Scheiß auf Morgen (Mallorca-Song 2017) (2017)
- Montag du Arschloch (2017)
- Pokahontas (2017)
- Mama Laudaaa – Almklausi mit Specktakel (2018)
- Siegfried & Roy (In Ewigkeit Amen) (2019)
- Eine Liebe  –  Mallorca Allstars (Isi Glück, Ikke Hüftgold, Almklausi, Lorenz Büffel, Carolina & Honk!) (2019)
- Großer Bruder 2k19 – Almklausi feat. Promi BB Bewohner (2019)
- Hansi – Lorenz Büffel & Almklausi feat. Stubete Gäng

## Auszeichnungen
- 2016: Ballermann-Award
- 2017: Ballermann-Award
- 2018: Ballermann-Award in der Kategorie „Hit“